# Petroscirtes fallax
Petroscirtes fallax är en fiskart som beskrevs av Smith-vaniz, 1976. Petroscirtes fallax ingår i släktet Petroscirtes och familjen Blenniidae. Inga underarter finns listade i Catalogue of Life.